# Никонов, Константин Петрович
 Константи́н Петро́вич Ни́конов  (14 апреля 1844 — 10 мая 1915, Санкт-Петербург) — российский адмирал, начальник морской обороны Балтийского моря, военный губернатор Кронштадта.

## Биография
Родился 14 апреля 1844 года в семье генерала флота, члена Кораблестроительного комитета в Николаеве Петра Борисовича Никонова. На военной службе с 1860 года. В 1863 г. окончил морской кадетский корпус с производством в гардемарины (17.04.1863). 19.07.1865 произведён в мичманы. в 1863 году был произведён в мичманы. В 1863—1864 гг. участвовал в подавлении Польского восстания.
В 1867—1868 гг. был в заграничном плавании на корвете «Витязь».
В 1869 г. произведён в лейтенанты. В 1872—1873 гг. служил старшим офицером на лодке «Отлив». В 1874—1880 гг. командовал канонерской лодкой «Опыт». 1 января 1879 произведён в капитан-лейтенанты. В 1880—1885 гг. — старший офицер фрегата «Адмирал Лазарев»; 26 февраля 1885 г. произведён в капитаны 2-го ранга. Затем командовал канонерской лодкой «Снег» (1885—1888), крейсером «Лейтенант Ильин» (1888—1889), клипером «Джигит» (1889—1891); в 1891 г. произведён в капитаны 1-го ранга. С 1893 по 24 января 1898 г. командовал броненосцем «Император Александр II», 26 января 1898 г. произведён в контр-адмиралы; одновременно в 1893—1896 командовал 14-м флотским экипажем.
С 10 августа 1898 г. — командир порта Императора Александра III. 1 января 1902 года назначен младшим флагманом 1-й флотской дивизии. В 1902—1903 гг. — командующий отдельным отрядом судов Балтийского моря для испытаний. В 1903 г. председательствовал в комиссии по испытаниям крейсера «Аврора».
1 января 1904 г. произведён в вице-адмиралы; с апреля 1904 по август 1906 г. — старший флагман 2-й флотской флотилии. С 16 мая 1905 года состоял главным командиром флота и портов и начальником морской обороны Балтийского моря и военным губернатором Кронштадта (1905—1908). В этот же период председательствовал в Строительном комитете для выполнения проекта строительства Морского Собора в Кронштадте.
В отставке с 1 октября 1908. Будучи в отставке, произведён в адмиралы (13 октября 1908).
Скончался в 1915 году, похоронен в Ораниенбауме.

### Семья
Женат, двое детей:
- Николай (1890—1939) — выборный командир крейсера «Аврора» (март — август 1917), преподаватель ВВМУ; репрессирован[14].
- Валентина Константиновна Никонова, (1889—1942 г., скончалась во время блокады)

## Награды и признание
- медаль «За усмирение польского мятежа» (1878)
- орден св. Станислава 2-й степени (1880)
- орден св. Анны 2-й степени (1883)
- орден св. Владимира 4-й степени с бантом (1888) — за 25 лет службы
- орден св. Владимира 3-й степени (1894)
- орден Красного орла 2-й степени (1895)
- медаль «В память царствования императора Александра III» (1896)
- медаль «За труды по первой всеобщей переписи населения» (1897)
- орден Князя Даниила I 1-й степени (1897)
- Медаль «В память коронации Императора Николая II» (1898)
- орден св. Станислава 1-й степени (09.04.1900)
- орден св. Анны 1-й степени (06.04.1903)
- Почётный гражданин Кронштадта (1908)[15]